# フロックス (バンド)
フロックス (Phlox) は、1999年にエストニアで結成されたジャズ・ロック、フュージョンバンド。バンド名はクサキョウチクトウ属を意味するラテン語に由来する。

## ディスコグラフィー

### アルバム
- "Fusion" (2000)
- "Piima" (2004)
- "Rebimine + voltimine" (2007)
- "Talu" (2010)
- "VALI" (2013)